# 358 (szám)
A 358 (római számmal: CCCLVIII) egy természetes szám, félprím, a 2 és a 179 szorzata.

## A szám a matematikában
A tízes számrendszerbeli 358-as a kettes számrendszerben 101100110, a nyolcas számrendszerben 546, a tizenhatos számrendszerben 166 alakban írható fel.
A 358 páros szám, összetett szám, azon belül félprím, kanonikus alakban a 21 · 1791 szorzattal, normálalakban a 3,58 · 102 szorzattal írható fel. Négy osztója van a természetes számok halmazán, ezek növekvő sorrendben: 1, 2, 179 és 358.
A 358 négyzete 128 164, köbe 45 882 712, négyzetgyöke 18,92089, köbgyöke 7,10059, reciproka 0,0027933. A 358 egység sugarú kör kerülete 2249,38034 egység, területe 402 639,08085 területegység; a 358 egység sugarú gömb térfogata 192 193 054,6 térfogategység.